# Емель (журнал)
Емель — журнал про культуру, традицію та історію існування кримських татар, вперше виданий Мустеджибом Улькюсалом та його 9 друзями в місті Хаджиоглу Пазарчик в Південній Добруджі під владою Румунії 1 січня 1930 року.
Журнал містив важливу інформацію, яка донесла справу Криму до турецької та світової громадської думки. 

## Історичний

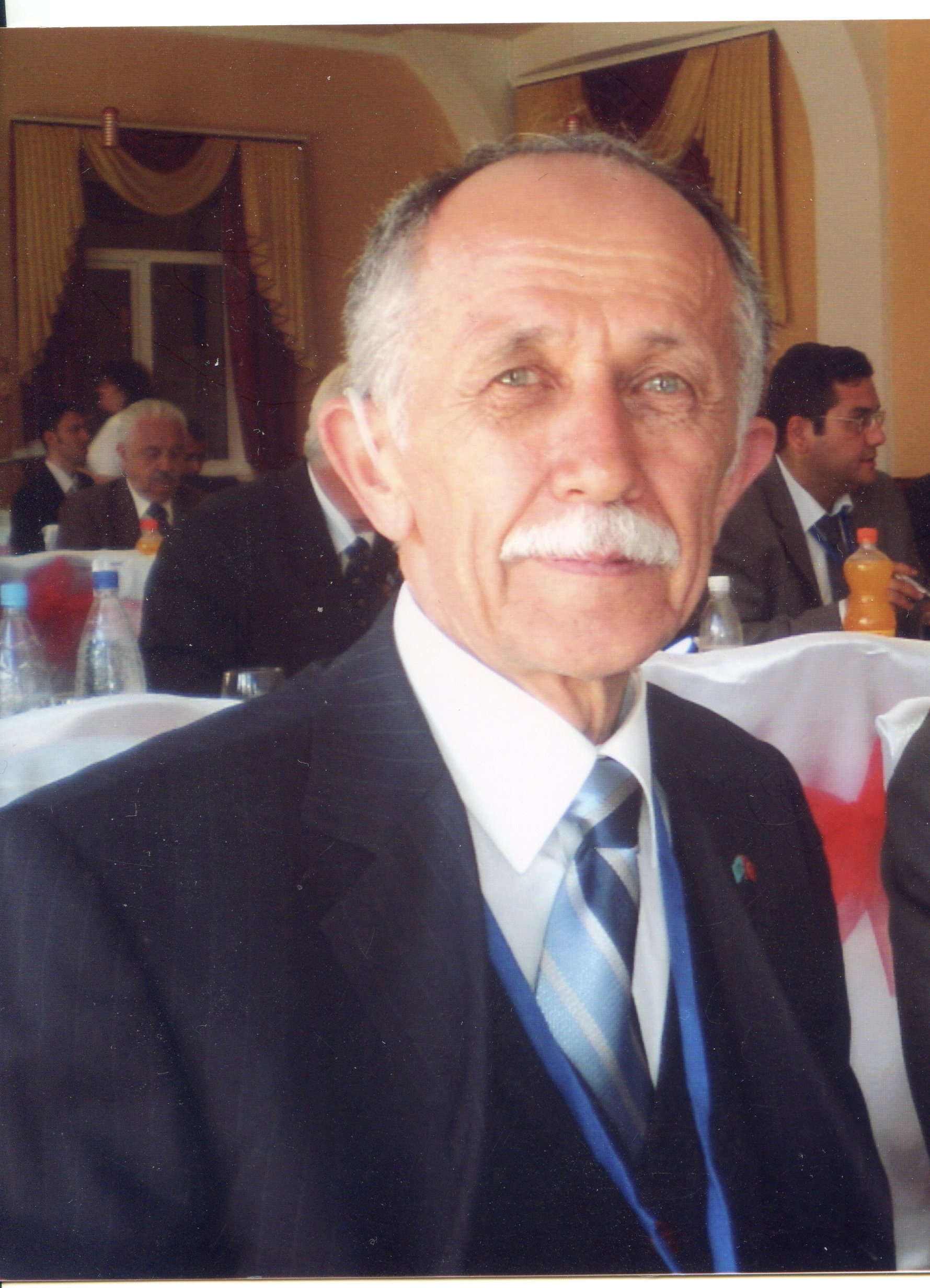
Саїм Осман Карахан, головний редактор журналу в 2009-2015 роках.

Журнал "Емель", випускався впродовж 11 років без перерви в Німеччині. Після того, як німці домовились з росіянами та приїхали до Румунії журнал припинив випускатися.  
М. Улькюсал отримав дозвіл для друкування журналу в Туреччині після 20-річної перерви. Вже з 1 листопада 1960 року журнал почав друкуватися в Анкарі.  
Після листопада 1962 року адміністративний центр журналу переїхав до Стамбулу, але його продовжували регулярно публікувати у форматі 48-сторінкового журналу в Анкарі до 1998 року. 
На загальних зборах Кримського Фонду "Емель" було прийнято рішення про повторне видання журналу "Емель" у 2008 році протягом 3-місячного періоду. Власником журналу був Зафер Каратай від імені Кримського Фонду "Емель", а головним редактором виступив Саїм Осман Карахан.  
З 236-го випуску журналу «Емель» від вересня 2011 року він знову закінчив випускатися. 
Після смерті Саїма Османа Карахана 23 квітня 2015 року, головним редактор видавництва Стамбульської кримської асоціації був призначений Озгур Карахан.
На сьогодні продовжує своє видання з комбінованими щорічними випусками.  
Спеціальне питання про вторгнення в Крим, об’єднане в 246/249 випусках 2014 року, вийшло також у січні 2017 року.

## Головні редактори журналу  "Емель"
- Мустеджиб Улькюсал (1930-1941)
- Хюзаметтін Коркут (1960-1962)
- Феріт Ердем Борай (1962-1965)
- Ібрагім Отар (1965-1972)
- Алі Кемаль Ґокгірай (1972-1983)
- Нуреттін Махір Альтуг (1983)
- Юнсал Акташ (1984)
- Сердар Каратай (1985-1998)
- Саїм Осман Карахан (2009-2015)
- Озгюр Карахан (2016-)

## Видатні редактори та автори
- Каратай Зафер